# Эйнгорн, Абрам Осипович
Абрам Осипович Эйнгорн (при рождении Аврум Иосифович Эйнгорн; 18 [31] августа 1900, Одесса, Херсонская губерния — 14 января 1955, Москва) — советский разведчик.

## Биография
Родился в Одессе 18 августа (по старому стилю) 1900 года. Родители — мещанин Сверже Холмского уезда Люблинской губернии Иосиф Шмулевич (Самойлович) Эйнгорн (1869—?) и Лая (Лея) Боруховна Эйнгорн (в девичестве Рувинштейн, 1873—1918), дочь земледельца еврейской земледельческой колонии Осова Ровенского уезда, заключили брак в Одессе 6 сентября 1894 года. 
После окончания 4 классов городского училища, работал слесарем на заводе. С 1916 член РСДРП (интернационалистов). В июне 1917 вступил в РСДРП(б). Был одним из организаторов одесского Комсомола — Союза социалистической рабочей молодёжи. Принимал участие в январском вооружённом восстании 1918, в результате которого в Одессе была установлена Советская власть. После оставления Одессы войсками РККА в составе команды бронепоезда А. В. Полупанова принимал участие в боях на Украине и Поволжье, участвовал обороне Оренбурга.
С весны 1919 начальник оперативного отдела Одесской ЧК. После захвата Одессы белогвардейцами работал в подполье (в подпольной ЧК), после освобождения Одессы частями Красной армии — заместитель начальника секретно-оперативного отдела Одесской губернской ЧК. В 1920−1921 — особоуполномоченный полномочного представительства ВЧК в Туркестане. В 1921−1922 — в той же должности в Разведывательном управлении Штаба вооруженных сил Украины и Крыма, выезжал в заграничные командировки в Румынию и Польшу. В 1924 окончил восточный факультет Военной Академии РККА.
Затем работал в аппарате Коммунистического интернационала молодежи, затем — в Иностранном отделе ОГПУ. В 1925−1926 — на закордонной работе в Турции, Франции, Германии и Эрец-Исраэль. В 1926−1927 — на закордонной работе в Италии под прикрытием должности сотрудника полпредства. Действовал по линии научно-технической разведки. По возвращении в Советский Союз служил в центральном аппарате Иностранного отдела ОГПУ. В 1927−1928 — руководил работой по Ирану и Индии в Восточном секторе Иностранного отдела ОГПУ. В 1928−1929 — заместитель нелегального резидента в Иране. В 1930−1934 — сотрудник нелегальной резидентуры в Нью-Йорке, США. В числе прочего, Эйнгорну удалось получить многие разработки конструкторской фирмы авиаконструктора Сикорского. В 1931 году завербовал Китти Харрис. В декабре 1931 года организовал вывоз в СССР арестованного британской полицией в Бомбее, Индия, представителя Исполкома Коминтерна при КП США Б. Д. Михайлова.
В 1934 оперуполномоченный Особого отдела ГУГБ НКВД. В 1934−1936 заместитель начальника УНКВД по Приморской области (Дальневосточный край), руководил разведывательной работой против Японии, гоминьдановского Китая, восточных и западных штатов США. С августа 1936 года — начальник инспекции при начальнике УНКВД по Московской области. С февраля 1937 сотрудник для особых поручений контрразведывательного отдела ГУГБ НКВД СССР.
21 марта 1937 арестован по обвинению в принадлежности к троцкизму, шпионаже в пользу Германии, связях с «врагами народа» — бывшими работниками Коммунистического интернационала молодежи Гогоберидзе, Ломинадзе и братом Самуилом Осиповичем Эйнгорном. Провёл 2 года в заключении во внутренней тюрьме НКВД на Лубянке, Бутырской и Сухановской тюрьмах. Под пытками показал, что его начальник Л. Г. Миронов был немецким шпионом. 21 июня 1939 Особым совещанием НКВД СССР приговорён к 8 годам лишения свободы. Сидел в дальневосточных исправительных лагерях. Летом 1945 освобождён. Затем работал техником в городе Александрове во Владимирской области, начальником отдела снабжения Мантуровского района Севводстроя МВД в Костромской области. Добивался восстановления в ВКП(б). В 1949 вновь арестован. Л. П. Берия через следователей добивался от Эйнгорна клеветнических показаний на А. И. Микояна. Особым совещанием МГБ СССР приговорён к вечной ссылке на поселение в Красноярский край.
В декабре 1954, освобождённый и реабилитированный, вернулся в Москву уже тяжело больным человеком, со спонтанной гангреной на ноге. Умер 14 января 1955 от инфаркта в Москве. Похоронен на Новом Донском кладбище.

## Семья
- Брат — Самуил (Шмиль) Иосифович Эйнгорн (1898—1937)[6], видный деятель ВЛКСМ, репрессирован. У него были также братья Йоель (1903—1919)[7] и Нехемья (1908)[8], сестра Фейга Хаит (1895)[9].
- Жена — Леонора Наумовна Сорней-Эйнгорн (18 ноября 1902 — 24 декабря 1984), также разведчица.
  - Дочь — Лилиан Абрамовна Эйнгорн (род. 1933).

### Звания
- майор госбезопасности (1935).

### Награды
- нагрудный знак «Почётный сотрудник госбезопасности» (1932).